# パイオニア1号
パイオニア1号（Pioneer 1）は、1958年10月11日に、新しく設立されたばかりであったアメリカ航空宇宙局によって打上げられた最初の宇宙探査機である。この飛行は、ソー・エイブルによる3度の打上げの2度目で最も成功したものとなった。

## 設計

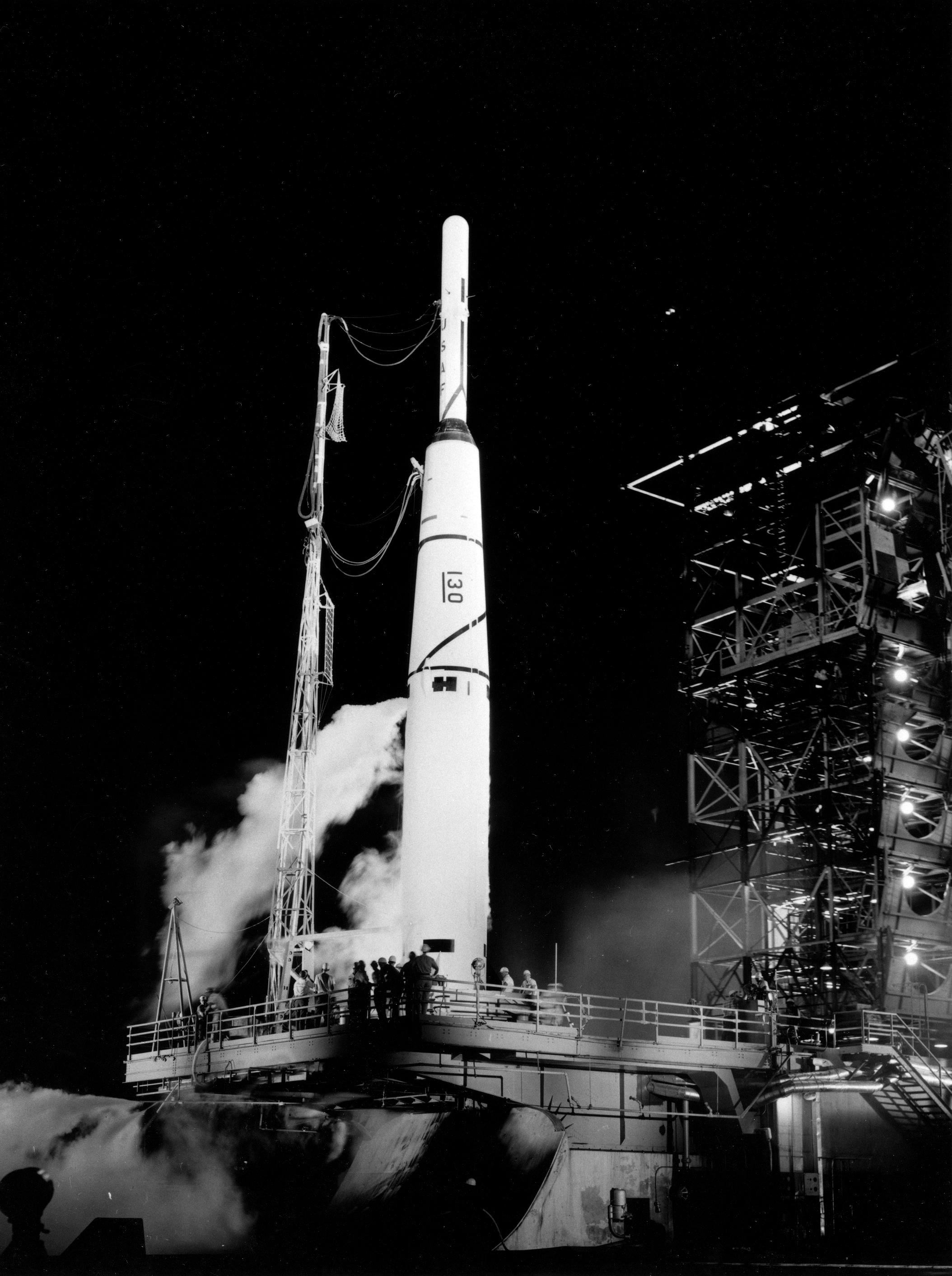
打上機に載せられたパイオニア1号

パイオニア1号は、薄い円筒状の中央部分両端にスカート状部品を付けた構造をしており、TRWによって製造された。円筒直径は74 cmで、スカート部の間の長さは76 cmであった。軸に沿って下部より、11 kgの軌道投入用固体推進ロケットが突き出ていた。8つの小さな速度調整ロケットが反対側に環状に取付けられ、使用後には投棄出来るようになっていた。また磁気ダイポールアンテナも同じ場所に取付けられた。殻は、薄板状プラスチック製であった。探査機合計質量は34.2 kgであり、軌道投入用ロケットが燃焼した後には23.2 kgとなった。
3段のソー・エイブル打上げ機は、改良した空軍ソーIRBMを第1段、液体燃料ロケットを第2段、ヴァンガードのものを元にした固体燃料ロケットを第3段とし、合計力積は116,500 lb*secとなった。
科学機器質量は17.8 kgで、0.5°の解像度で月面を観測するための赤外線テレビシステム、宇宙での放射を測定する電離箱、流星塵を検出する振動板とマイクロフォン、5マイクロガウスまでの磁場を観測する磁気センサ、探査機内部の状況を記録する温度変化抵抗器等から構成されていた。ロケット点火にはニッケル・カドミウム蓄電池、テレビシステムには酸化銀電池、その他の回路には水銀電池が用いられた。電波伝送は、108.06 MHz帯で、伝送用には300 mWの電気ダイポールアンテナ、テレビシステム用には50 Wの磁気ダイポールアンテナが用いられた。地上の管制は、115 MHzの電気ダイポールアンテナで受信した。探査機は、1.8 Rpsのスピン安定性を持ち、スピンの方向はおおよそ軌道の地磁気面に垂直の方向とされた。

## ミッション
打上機不調のため、探査機は弾道軌道を通り、月には到達しなかった。しかし、地球近傍の宇宙環境のデータを43時間に渡って送信した。
探査機は1958年10月11日8時42分（UTC）にケープカナベラル空軍基地の第17発射施設から打ち上げられたが、上段ステージプログラムミスによって燃焼の速度と角度（3.5°）が若干変化したため、予定されていた月には到達しなかった。そのため、13時0分頃、最高高度が11万3,800 kmの弾道軌道に入った。飛行時間の約75%はリアルタイム伝送が可能であったが、それぞれの実験で記録されたデータ割合は様々であった。最初の1時間を除いて、シグナル/ノイズ比は良好であった。探査機は、43時間の飛行後の1958年10月13日3時46分（UTC）に太平洋南部で大気圏再突入し、伝送が途絶えた。科学に有益であった一部の情報は回収され、地球周囲の放射は帯状であることを明らかとした他、磁場の磁気流体学的な振動が初めて観測された。また、流星塵の密度や惑星間磁場も初めて測定された。